# Robertson (Nowa Południowa Walia)
Robertson – miasto w Australii, w stanie Nowa Południowa Walia.